# Resolution 669 des UN-Sicherheitsrates
Die Resolution 669 des UN-Sicherheitsrates ist eine Resolution, die der Sicherheitsrat der Vereinten Nationen in seiner 2942. Sitzung am 24. September 1990 einstimmig beschloss. Unter Hinweis auf die Resolution 661 (1990) und Artikel 50 des Kapitels VII der Charta der Vereinten Nationen war sich der Rat der zunehmenden Zahl von Hilfsersuchen nach Artikel 50 über internationale Sanktionen gegen Irak nach dem Beginn seiner Invasion in Kuwait bewusst (Zweiter Golfkrieg).
Artikel 50 besagt, dass ein Land, das aufgrund der Maßnahmen mit wirtschaftlichen Problemen konfrontiert ist, das Recht hat, den Rat zu konsultieren, um eine Lösung für das Problem zu finden, wenn der Sicherheitsrat Sanktionen gegen einen Staat, sei es ein Mitglied der Vereinten Nationen oder nicht, verhängt. Einundzwanzig Staaten, darunter Jordanien, die mit negativen Folgen der Sanktionen zu kämpfen hatten, stellten auf diese Weise Anträge.
In diesem Zusammenhang ersuchte der Rat den mit der Resolution 661 (1990) eingesetzten Ausschuss des Sicherheitsrates, Unterstützungsersuchen nach Artikel 50 zu prüfen. Er berichtete zurück, indem er die Mitgliedstaaten aufforderte, andere Staaten zu unterstützen, die von den Sanktionen gegen den Irak betroffen waren.